# Theretra tibetiana
Theretra tibetiana là một loài bướm đêm thuộc họ Sphingidae. Nó được tìm thấy ở south-Đông Á.